# إيرل وينفيلد سبنسر جونيور
إيرل وينفيلد سبنسر جونيور (بالإنجليزية: Earl Winfield Spencer) هو ضابط أمريكي، ولد في 20 سبتمبر 1888 في كنسلي في الولايات المتحدة، وتوفي في 29 مايو 1950 في كورونادو في الولايات المتحدة.